# Altinote radiata
Altinote radiata är en fjärilsart som beskrevs av William Chapman Hewitson 1868. Altinote radiata ingår i släktet Altinote och familjen praktfjärilar. Inga underarter finns listade i Catalogue of Life.